# Quercus shumardii
Quercus shumardii Buckland, 1860 è un albero appartenente alla famiglia delle Fagaceae.
È strettamente imparentato con la quercia rossa del Texas (Quercus buckleyi), Quercus texana (quercia rossa di Nuttall) e Quercus gravesii (quercia rossa di Chisos).